# Hawrań
Hawrań (niem. Rabstein, Rabenstein, słow. Havran, węg. Havrán, Holl, 2152m) – najwyższy szczyt (dawniej niezgodnie z prawdą uważany za drugi pod tym względem) Tatr Bielskich na Słowacji, znajdujący się w środkowej części ich zachodniej połowy, w głównej grani Tatr na odcinku, na którym pokrywa się ona z główną granią Tatr Bielskich; jednocześnie najwyższy wapienny szczyt całych Tatr.

## Topografia
Hawrań oddzielony jest na zachodzie od sąsiedniego Nowego Wierchu (2011 m) wyraźną Hawranią Przełęczą (1926 m). Na wschodzie Hawrań graniczy z Płaczliwą Skałą (2145 m), oddzielony Strzystarską Przełęczą (1976 m). Szczyty te razem z Muraniem (na zachód od Nowego Wierchu) tworzą charakterystyczną grupę, widoczną m.in. z wielu miejsc w Tatrach Wysokich.
Masyw Hawrania góruje nad pięcioma dolinami. Po stronie południowej jest to Dolina Zadnich Koperszadów. Opadające do niej zbocza Hawrania są pocięte grzędami dzielącymi je na dolinki i żleby: Zadni Stefanowy Żleb, Janowy Żleb i Szeroki Żleb. Od strony północnej wcinają się w masyw Dolina Hawrania (północny zachód), Dolina Czarnego Potoku (północ) oraz Strzystarski Żleb, górne piętro Doliny Bielskiego Potoku (północny wschód). Ostatnie dwie z nich są rozdzielone północnym krańcem grani głównej Tatr, opadającej łagodnie poprzez rozległy masyw Starej Jaworzynki i Długiego Wierchu na Zdziarską Przełęcz, która stanowi północno-wschodni koniec Tatr i rozdziela je od Magury Spiskiej.
W grani od Hawraniej Przełęczy przed głównym wierzchołkiem znajdują się kolejno Niżni Hawrani Zwornik (od którego odchodzi Stefanowy Dział), Hawrania Czubka (tu na południe oddziela się Hawrani Dział) oraz Hawrania Szczerbina. Ku południowemu wschodowi od szczytu odchodzi główna grań Tatr z Hawranią Przehybą i Hawranim Nosem. Około 160 m na północ od wierzchołka znajduje się natomiast Wyżni Hawrani Zwornik (ok. 2110 m), w którym odchodzi grań północno-zachodnia, kończąca się w Jeleniej Kopce (1483 m) i Czarnym Wierchu (1363 m). W grzbiecie tym znajduje się turnia o nazwie Niżni Hawrań (Nižný Havran, 1815 m), a nieco niżej Zadni Hawrani Kopiniak (1733 m) i Skrajny Hawrani Kopiniak (1708 m). Z tego ostatniego opada do Doliny Hawraniej najwyższa ściana w Tatrach Bielskich o wysokości ok. 250 m.
Od południowej strony przez stoki Hawrania na poprzek biegnie pas skał ciągnący się od Płaczliwej Skały aż po Murań, w obrębie Hawrania są to Hawranie Rzędy.
Na zboczach Hawrania znajduje się kilkanaście jaskiń. Najbardziej znana z nich jest Jaskinia Strzystarska – najgłębsza (201 m) w Tatrach Bielskich.

## Nazwa
Dawniej Hawrań był nazywany razem z sąsiednią Płaczliwą Skałą Szczytem Wideł (niem. Gabelspitze), po słowacku zaś Nižna vidla lub Panská vidla. Obecna nazwa pojawiła się przed około stu laty. Nie jest znane jej pochodzenie. Słowacki rzeczownik havran oznacza zarówno „gawrona”, jak i „karego konia”, hawrań z ukraińskiego może też oznaczać granicę, wówczas byłoby to słowo rodzaju żeńskiego.
Oprócz stosowanej w tym artykule męskiej (ten Hawrań, na Hawraniu), spotykana jest też żeńska odmiana nazwy szczytu (ta Hawrań, na Hawrani), której zwolennikami są Zofia i Witold Henryk Paryscy.

## Turystyka
W literaturze podawane jest możliwe wejście brata Cypriana z Czerwonego Klasztoru na Hawrań ok. 1770 roku, jest to jednak skutek nieporozumienia. Szczyt stanowi doskonały punkt widokowy z oryginalnym spojrzeniem na panoramę Tatr Wysokich, rzadko jednak był odwiedzany. Gdy w 1887 r. książę Christian Hohenlohe, wykupił tę część Tatr dla celów myśliwskich, ogrodził ją i zabronił do niej wstępu. Później otwarto na szczyt znakowany żółto szlak turystyczny ze Zdziaru, w 1978 r. został on jednak zamknięty.
Najłatwiejsze wejście na Hawrań prowadzi z Doliny Zadnich Koperszadów (a dokładniej z Zadniej Koperszadzkiej Pastwy) przez Zadni Stefanowy Żleb i Hawranią Przełęcz, nie jest jednak dozwolone (cały masyw znajduje się na terenie rezerwatu ścisłego). Widoki na Hawrań rozpościerają się z bardzo wielu miejsc na północ, południe i zachód od szczytu. Najbliższy szczytowi szlak jest oznakowany na niebiesko i prowadzi Doliną Zadnich Koperszadów z Doliny Jaworowej na Przełęcz pod Kopą.
Hawrań występuje w wierszu Hawrań i Murań Władysława Broniewskiego z 1935 r.
|  |  |  |  |  |  |